# Задорожный (Оренбургская область)
Задорожный — посёлок в Тоцком районе Оренбургской области. Входит в состав Свердловского сельсовета.

## История
В 1966 г. Указом Президиума ВС РСФСР поселок фермы № 5 совхоза «Бузулукский» переименован в Задорожный.

## Население
| 2010 |
| ---- |
| 246  |